# Letní kino (Prachatice)

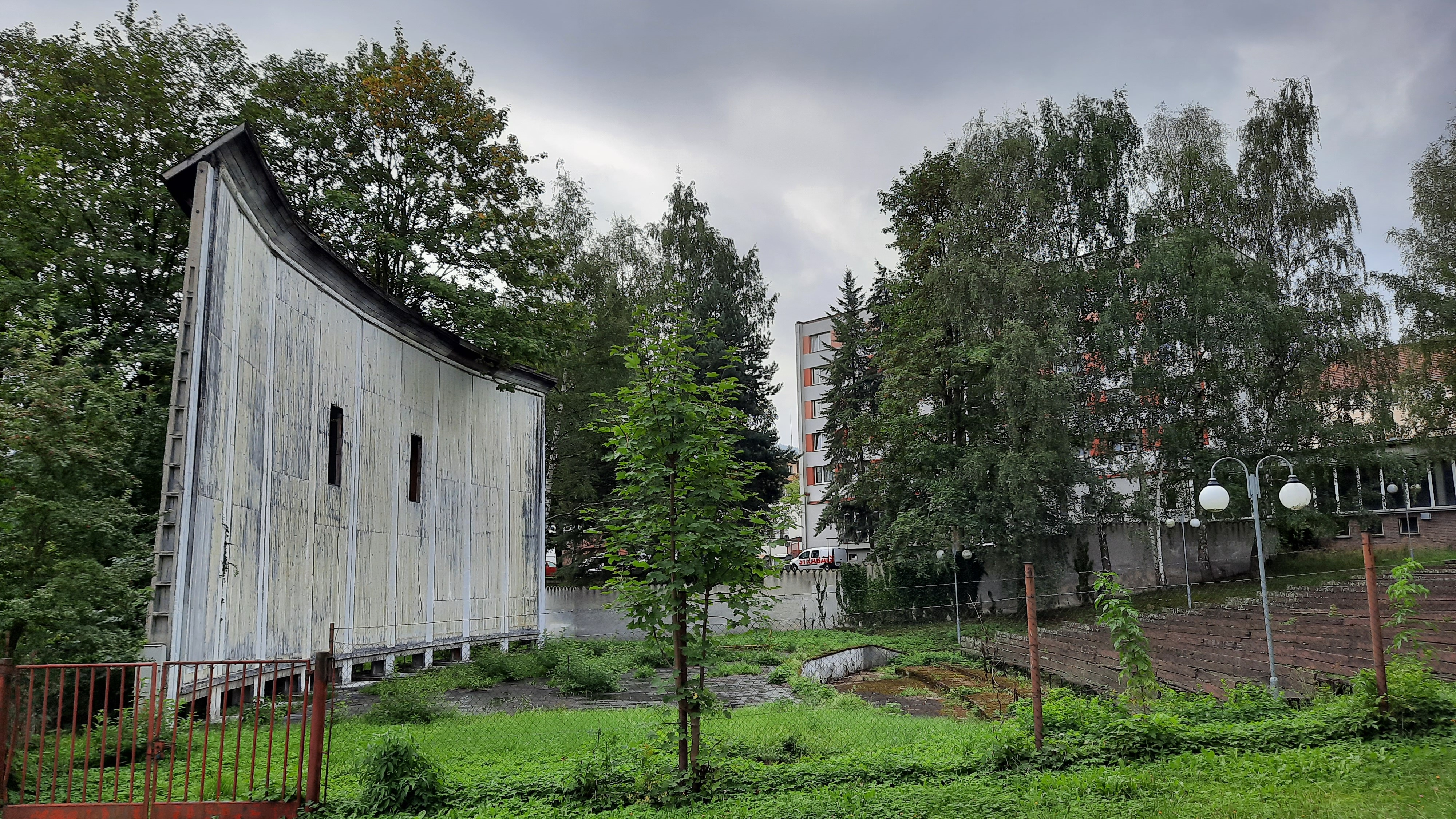
Stav bývalého kina v září 2020

Letní kino v Prachaticích je bývalé letní kino, které leží jihozápadně od centra města, vedle Štěpánčina parku. Kino bylo otevřeno v roce 1964 a uzavřeno bylo po letní sezóně 2011. Důvodem bylo, že kino nebylo vybaveno na digitální promítání, a mělo tak problém se sháněním filmových kopií v klasickém formátu. Už před uzavřením kina se jednalo o jeho modernizaci. Záměr kino zmodernizovat setrval i po jeho uzavření. V roce 2015 byla představena studie a v roce 2018 projekt obnovy, ale realizace se z finančních důvodů několikrát odložila, v roce 2019 se počítalo se započetím rekonstrukce v horizontu dvou let. Spolu s kinem má být obnoven i sousední Štěpánčin park.

## Historie
Kino poprvé promítalo v sezoně roku 1964, bylo postaveno s kapacitou 1150 sedadel a s plátnem o velikosti 198 m2. V první sezóně roku 1964 se promítalo celkem 42 představení s celkovou návštěvností 10 953 diváků. Na vstupném se vybralo 62 096 Kčs.
V roce 2001 proběhla menší rekonstrukce kina, město do oprav investovalo 1 milion korun. V roce 2023 bylo obnoveno.